# Ziyuan (satélite)
Ziyuan, Zi Yuan ou simplesmente ZY (em chinês: 资源 que significa recursos), é a designação de uma série de satélites de sensoriamento remoto operados pela República Popular da China. Vários desses satélites são operados em conjunto com o Instituto Nacional de Pesquisas Espaciais sob o programa CBERS do Brasil.
Os satélites Ziyuan são baseados na plataforma Phoenix-Eye 1 ou 2. A plataforma Phoenix-Eye-1 é usada para os satélites do programa CBERS e a plataforma Phoenix-Eye-2 é usada para os demais satélites. Os satélites das séries Ziyuan-II e III são operados pelos militares chineses.

## Satélites
| Satélite                | NSSDC ID       | SCN            | Data de lançamento                | Foguete        | Local de lançamento | Órbita                | Época                  | Situação              | Comentários    |
| Série Ziyuan I          | Série Ziyuan I | Série Ziyuan I | Série Ziyuan I                    | Série Ziyuan I | Série Ziyuan I      | Série Ziyuan I        | Série Ziyuan I         | Série Ziyuan I        | Série Ziyuan I |
| ----------------------- | -------------- | -------------- | --------------------------------- | -------------- | ------------------- | --------------------- | ---------------------- | --------------------- | -------------- |
| Ziyuan I-01 (CBERS-1)   | 1999-057A      | 25940          | 14 de outubro de 1999, 03:15 UTC  | CZ-4B          | Taiyuan LC-7        | 779 × 785 km × 98.34° | 02 de dezembro de 2013 | Retirado em 2003      |                |
| Ziyuan I-02 (CBERS-2)   | 2003-049A      | 28057          | 21 de outubro de 2003, 03:16 UTC  | CZ-4B          | Taiyuan LC-7        | 780 × 782 km × 98.17° | 02 de dezembro de 2013 | Retirado em 2007      |                |
| Ziyuan I-02B (CBERS-2B) | 2007-042A      | 32062          | 19 de setembro de 2007, 03:26 UTC | CZ-4B          | Taiyuan LC-7        | 745 × 792 km × 98.32° | 02 de dezembro de 2013 | Falhou em 2010        |                |
| Ziyuan I-02C            | 2011-079A      | 38038          | 22 de dezembro de 2011, 03:26 UTC | CZ-4B          | Taiyuan LC-9        | 779 × 781 km × 98.49° | 02 de dezembro de 2013 |                       |                |
| Ziyuan I-03 (CBERS-3)   | n/a            | n/a            | 09 de dezembro de 2013, 03:26 UTC | CZ-4B          | Taiyuan LC-9        | n/a                   | n/a                    | Falha no lançamento   |                |
| Ziyuan I-04 (CBERS-4)   |                |                | 2014-2015                         | CZ-4B          | Taiyuan             |                       |                        | Aguardando lançamento |                |
| Ziyuan I-04B (CBERS-4B) |                |                | 2016                              | CZ-4B          | Taiyuan             |                       |                        | Aguardando lançamento |                |
| Série Ziyuan II         |                |                |                                   |                |                     |                       |                        |                       |                |
| Ziyuan II-01            | 2000-050A      | 26481          | 01 de setembro de 2000, 03:25 UTC | CZ-4B          | Taiyuan LC-7        | 420 × 424 km × 97.14° | 01 de dezembro de 2013 |                       |                |
| Ziyuan II-02            | 2002-049A      | 27550          | 27 de outubro de 2002, 03:17 UTC  | CZ-4B          | Taiyuan LC-7        | 421 × 433 km × 97.11° | 02 de dezembro de 2013 |                       |                |
| Ziyuan II-03            | 2004-044A      | 28470          | 06 de novembro de 2004, 03:10 UTC | CZ-4B          | Taiyuan LC-7        | 556 × 609 km × 97.28° | 02 de dezembro de 2013 |                       |                |
| Série Ziyuan III        |                |                |                                   |                |                     |                       |                        |                       |                |
| Ziyuan III-01           | 2012-001A      | 38046          | 09 de janeiro de 2012, 03:17 UTC  | CZ-4B          | Taiyuan LC-9        | 504 × 512 km × 97.43° | 02 de dezembro de 2013 |                       |                |
| Ziyuan III-02           |                |                | 2014                              | CZ-4B          | Taiyuan             |                       |                        | Aguardando lançamento |                |